# Chi Haotian
Chi Haotian (chinois simplifié : 迟浩田 ; chinois traditionnel : 遲浩田 ; pinyin : Chí Hàotián) né le 9 juillet 1929, est un général de l'Armée populaire de libération. En tant que chef d'état-major il dirige les troupes lors des manifestations de la place Tian'anmen en 1989. Il a été ministre de la Défense de mars 1993 à mars 2003.

## Biographie
Chi Haotian est né en juillet 1928 ou juin 1929  à Zhaoyuan dans la province de Shandong. Il adhère au Parti communiste chinois en 1945 et rejoint l'armée en 1946. Il participe aux combats contre le Kuomintang,. Chi Haotian commença sa carrière comme commis à la copie de document, puis il devient un chef d'escadron, et enfin officier de compagnie et de bataillon dans la troisième armée avant la fondation de la Chine en 1949, participant à plusieurs campagnes importantes. Il assure aussi des responsabilités de commissaire politique dans divers postes. Pendant ces campagnes il est blessé cinq fois et cité huit fois.
Pendant les manifestations de la place Tian'anmen en 1989, en tant que chef d'état-major, il dirige le mouvement des troupes vers le centre de Pékin. Il aurait, avec Wang Zhen, signé le 3 juin l'ordre de tirer sur les manifestants. Toutefois Chi Haotian affirme que « pas une seule personne n'a perdu la vie sur la place Tian'anmen », il s'agissait de simples « bousculades »,.
En 1993, Chi est devenu membre du conseil d'État et ministre de la Défense nationale jusqu'en 2003. Il était également le directeur du projet de loi sur le droit de la défense nationale. Il a été élu au vice-président de la commission militaire centrale du Parti communiste chinois en septembre 1995.
Chi Haotian  a été élu membre du comité central des 12e, 13e, 14e et 15e congrès nationaux du Parti communiste chinois et membre du Politburo au 15e congrès.